# Oldsmobile Achieva
O Achieva é um automovel de porte médio da Oldsmobile. Foi oferecido nas versões sedan e coupé.